# Sussex, Virginia
Sussex är administrativ huvudort i Sussex County i Virginia. Vid 2010 års folkräkning hade Sussex 256 invånare. Den nuvarande domstolsbyggnaden i Sussex byggdes 1993–1995, medan den gamla domstolsbyggnaden byggdes 1823–1824.